# Moonshake
I Moonshake sono stati un gruppo musicale britannico di genere post rock/rock sperimentale attivo tra il 1991 ed il 1997 conosciuto per l'originale uso di campionamenti su una struttura musicale rock rielaborata dalla lezione del post punk più sperimentale di gruppi come Pere Ubu, The Pop Group e Rip Rig & Panic.
Il nome del gruppo è preso dall'omonimo singolo dei Can estratto dall'album Future Days.

## Storia del gruppo
Inizialmente composto da quattro elementi, David Callahan (voce, campionatore) e membro negli anni ottanta dei The Wolfhounds, la statunitense Margaret Fiedler (voce, chitarra), John Frenett (basso) e Miguel "Mig" Moreland (percussioni) coabitavano nel gruppo due anime principali che si alternavano alla scrittura dei brani, quella di Callahan più aspra e vicina alla realtà urbana e quella della Fiedler più eterea e surreale. Tratto che li accomunava erano le influenze simili (Can, P.I.L., Kraftwerk) e l'uso di campionamenti, rumori e texture.
Il loro esordio avvenne nel 1991 con l'EP, First, edito per la Creation Records. Firmarono poi per l'etichetta emergente Too Pure Records con cui realizzarono il singolo Secondhand Clothes, influenzato dalla shoegaze e nel 1992 l'EP Beautiful Pigeon con una rara collaborazione a quattro mani tra Callaghan e la Fiedler.
Sempre nel 1992 uscì l'album d'esordio, Eva Luna, considerato epocale per il post rock, grazie alla fusione di ritmi dub/funk/jazz con il post-punk più sperimentale di gruppi come Public Image Limited e The Pop Group.
Nel 1993 dopo l'uscita dell'EP a causa di una crescente tensione nel gruppo che si manifestava anche nella vita reale Fiedler e Frenett se ne andarono con l'ingegnere del suono Guy Fixsen e formarono i Laika, progetto di maggior impatto commerciale.
Rimasti solo in due e con Callahan a prendersi in carico la scrittura dei brani vennero abbandonate le influenze indie rock e psichedeliche per virare verso un suono più sperimentale sancito dal secondo album The Sound Your Eyes Can Follow autoprodotto e realizzato con la collaborazione di altri musicisti tra cui PJ Harvey, dove il suono delle chitarre viene sostituito da quello del sax suonato da Raymond Dickaty dei Gallon Drunk ed un uso massiccio di campionamenti sopra la sezione ritmica.
Finite le registrazione Moreland si unì ai Moose. Raccolto attorno a Callahan, rimasto unico membro fondatore, il gruppo comprendeva Dickaty al sax, Matt Brewer al basso e Kevin Bass alle percussioni e Katherine Gifford come cantante nei tour.
Nel 1996 il gruppo firmò con la C/Z Records con l'obiettivo di entrare nel mercato americano e partecipò al festival itinerante Lollapalooza. Terminata l'esperienza americana Gifford fondò con Bass gli Snowpony che venne sostituito da Michael Rother. Il gruppo pubblicò il terzo album Dirty & Divine con un minore ruolo per le voci femminili, (collaborò con il gruppo Mary Hansen degli Stereolab) e composto da brani suonati dal gruppo ne due anni precedenti, ma le tensioni accumulate portarono il gruppo a sciogliersi amichevolmente l'anno seguente.

## Discografia

### Album
- Eva Luna (1992, Too Pure / 1993, Matador-Atlantic)
- Big Good Angel (Mini-album) (1993, Too Pure / Matador)
- The Sound Your Eyes Can Follow (1994, Too Pure / American)
- Dirty & Divine (1996, C/Z-BMG / World Domination)
- Remixes (1999, C/Z)

### Singoli ed EP
- First EP  (1991, Creation Records)
- Secondhand Clothes EP  (1991, Too Pure)
- Beautiful Pigeon  (EP, 1992, Too Pure)
- Lola Lola/Always True to You in My Fashion  (1995, Clawfist Singles Club)
- Cranes  (1996, C/Z / World Domination)

### Partecipazioni in compilation
- Beautiful Pigeon (1992, Independent Top 20 Volume 15, Beechwood Music; Night Tripper apparve anche su un 7" data con l'edizione in vinile dell'album)
- Just a Working Girl (1994, Pop - Do We Not Like That?, Too Pure)
- Nothing But Time (1995, Volume 16 - Copulation Explosion)